# Akaiami
Akaiami är en ö i Cooköarna (Nya Zeeland). Den ligger i den norra delen av landet. På ön finns en hotell.